# Karin Bakker
Karin Bakker (Terneuzen, 1969) is een in Nederland geboren Belgische loopster van ultralange afstanden. Zij manifesteert zich vooral op de 100 km.
Bakker was getrouwd met Luc Wallays en is woonachtig te Roeselare.

## Sportcarrière
Bakker is zevenvoudig Belgisch kampioene op de 100 km. Daarnaast was zij onder meer winnares van de Kustmarathon in Nederland.

## Belgische kampioenschappen
| Onderdeel | Jaar                                     |
| --------- | ---------------------------------------- |
| 100 km    | 1993, 1994, 1995, 1996, 1997, 1998, 2001 |

## Palmares

### marathon
- 1995:  marathon van Eindhoven - 2:58.42
- 2009:  marathon van Terneuzen - 3:17.30

### 100 km
- 1993: 29e Nacht Van Vlaanderen in Torhout - 8:46.01
- 1994: 4?e Nacht Van Vlaanderen in Torhout - 8:23.29
- 1995:  Nacht Van Vlaanderen in Torhout - 8:29.11
- 1996:  Nacht Van Vlaanderen in Torhout - 8:21.37
- 1997: 5?e Nacht Van Vlaanderen in Torhout - 8:46.45
- 1998: 19e Nacht van Vlaanderen in Torhout - 9:10.32
- 2001:  Nacht Van Vlaanderen in Torhout - 9:29.45